# 越南共和國第81空降突擊營
越南共和國第81空降突擊營，通稱爲Biệt cách Dù（BCND/BCD），是一支特殊的兵種，也是越南共和國軍隊的四支精銳部隊之一（其餘三支部隊是空降師、別動軍和海軍陸戰師）。營指揮部直屬於越南共和國總參謀部，並受到技術署的強力支援。

## 1975年
由范周才（Phạm Châu Tài）少校指揮的部隊保衛新山一空軍基地。4月30日07時15分，越南人民軍第24團接近距離基地正門1.5公里的七賢（Bảy Hiền）路口（10.793°N 106.653°E）。領頭的T-54被M67無後座力炮擊中，隨後的一輛T-54被M48坦克的炮彈擊中。越南人民軍的步兵向前推進，與越南共和國軍的士兵展開巷戰，迫使他們在08：45之前撤退回基地。越南人民軍隨後派出三輛坦克和一個步兵營突擊正門，遭到了密集的反坦克和機槍火力的襲擊，被擊毀了3輛坦克，並且至少20名越南人民軍士兵被打死。越南人民軍試圖將一門85毫米高射炮送上前，但南越軍隊在它能夠開始射擊之前就將其擊毀了。越南人民軍第10師命令另外8輛坦克和另一個步兵營加入戰鬥，但當他們接近七賢路口時，他們遭到了從平水空軍基地起飛的越南共和國空軍噴氣式飛機的空襲，兩輛T-54被摧毀。倖存的六輛坦克於10：00抵達正門並開始進攻，其中2輛在大門前被反坦克火力摧毀，另一輛在試圖側翼機動時被摧毀。大約10時30分，范少校聽到楊文明總統的投降廣播，前往越南共和國總參謀部尋求指示。他打電話給楊文明將軍，楊文明將軍告訴他準備投降，范告訴楊文明：「如果越共坦克進入獨立宮，我們會過去營救你，先生。」楊文明拒絕了范少校的建議，范隨後告訴他的手下從基地大門撤退。11時30分，越南人民軍進入基地。

## 部隊象徵
- 歌曲：第81空降突擊營進行曲（Biệt cách Dù 81 hành khúc）
- 特徵：綠色貝雷帽和飛虎標誌